# Shag (tessuto)

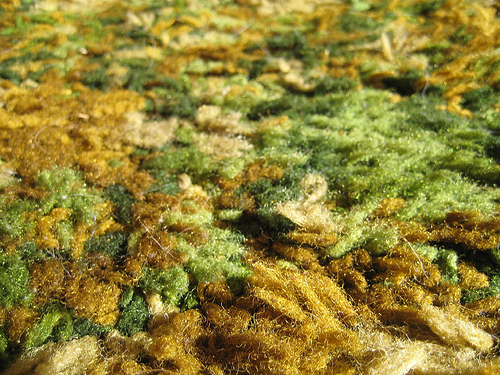
Primo piano di un tappeto shag, con due popolari colori degli anni 1970: avocado e giallo oro

Uno shag è un tappeto molto spesso, che ha un'apparenza molto arruffata. Il nome deriva dall'antico inglese sceacga, correlato al norreno skegg (barba).
Negli ultimi anni, il tappeto shag ha visto una rinascita di popolarità.